# Dawid Barinow
Dawid Barinow, ros. Давид Маркович Баринов (ur. 12 czerwca?/25 czerwca 1905 w dieriewni Staryje Batieki, w obwodzie smoleńskim, zm. 21 maja 1990 w Twerze) – Rosjanin, generał porucznik Armii Radzieckiej i generał brygady Wojska Polskiego, Bohater Związku Radzieckiego.
W latach 1927–1928 był słuchaczem Szkoły Kawalerii w Twerze. Po ukończeniu szkoły pełnił służbę w Armii Czerwonej na stanowiskach: dowódcy plutonu i szwadronu oraz komendanta pułkowej szkoły podoficerskiej i szefa sztabu pułku. W 1931 roku został członkiem WKP(b). W latach 1936–1940 był słuchaczem Akademii Wojskowej im. Frunzego w Moskwie.

## II wojna światowa
We wrześniu 1939 roku, w czasie studiów, wziął udział w napaści na Polskę. Pełnił wówczas służbę w sztabie 3 Korpusu Kawalerii na stanowisku zastępcy szefa oddziału rozpoznania. Następnie walczył na wojnie z Finlandią. W 1941 roku pełnił służbę w sztabie 26 Armii na stanowisku szefa oddziału rozpoznania. Od 21 stycznia do 15 lipca 1942 roku dowodził 25 Dywizją Kawalerii, a od 26 lipca do 18 grudnia 1942 roku 19 Gwardyjską Dywizją Strzelecką. 27 listopada 1942 roku został awansowany na stopień generała majora. Do listopada 1943 roku dowodził 43 Gwardyjską Brygadą Zmechanizowaną. 17 października 1943 roku otrzymał tytuł Bohatera ZSRR. Następnie pełnił służbę na stanowisku szefa sztabu 7 Gwardyjskiego Korpusu Zmechanizowanego. W styczniu 1945 na 1 Froncie Ukraińskim brał udział w walkach na terytorium Polski, w tym w walkach na północny zachód od Radomska i w rejonie Częstochowy, a później w operacji berlińskiej i wyzwalaniu Pragi.

## Lata powojenne
W okresie od 4 listopada 1949 roku do 15 grudnia 1952 roku pełnił służbę w Wojsku Polskim na stanowisku dowódcy 2 Korpusu Pancernego i 2 Korpusu Zmechanizowanego we Wrocławiu.
W 1953 roku ukończył Wyższy Kurs w Wyższej Akademii Wojskowej im. K.J. Woroszyłowa w Moskwie. Od 1958 roku pełnił służbę na stanowisku szefa katedry, a później kierownika fakultetu w Akademii Wojsk Obrony Przeciwlotniczej. W 1963 roku został przeniesiony w stan spoczynku. Na emeryturze mieszkał w Twerze i kierował wojskowymi klubami sportowymi.

## Ordery i odznaczenia
- Krzyż Srebrny Orderu Wojennego Virtuti Militari
- Order Krzyża Grunwaldu III klasy
- Złota Gwiazda Bohatera Związku Radzieckiego
- Order Lenina
- Order Czerwonej Gwiazdy
- Order Czerwonego Sztandaru (trzykrotnie)
- Order Bohdana Chmielnickiego III klasy
- Order Wojny Ojczyźnianej I klasy
- Medal „Za zwycięstwo nad Niemcami w Wielkiej Wojnie Ojczyźnianej 1941–1945”
- Medal „Za wyzwolenie Pragi”
- Krzyż Wojenny Czechosłowacki 1939